# Quesnelia lateralis
Quesnelia lateralis är en gräsväxtart som beskrevs av Heinrich Wawra. Quesnelia lateralis ingår i släktet Quesnelia och familjen Bromeliaceae. Inga underarter finns listade i Catalogue of Life.

## Bildgalleri

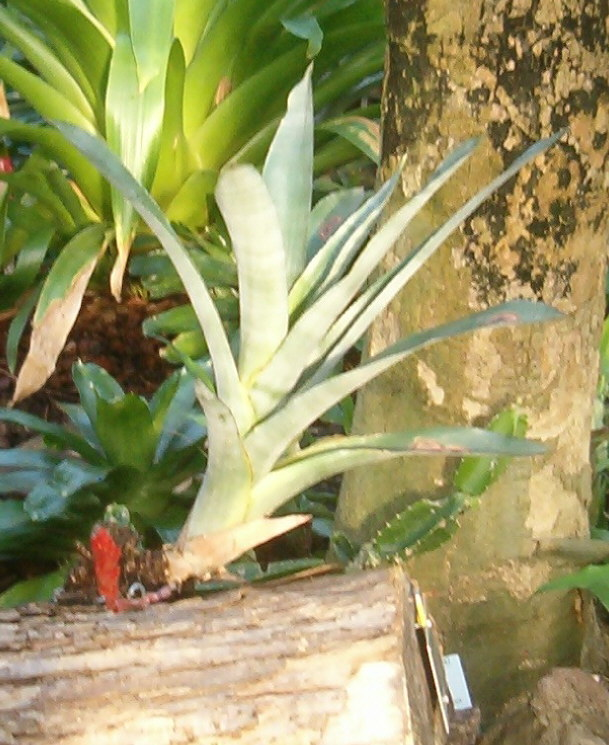
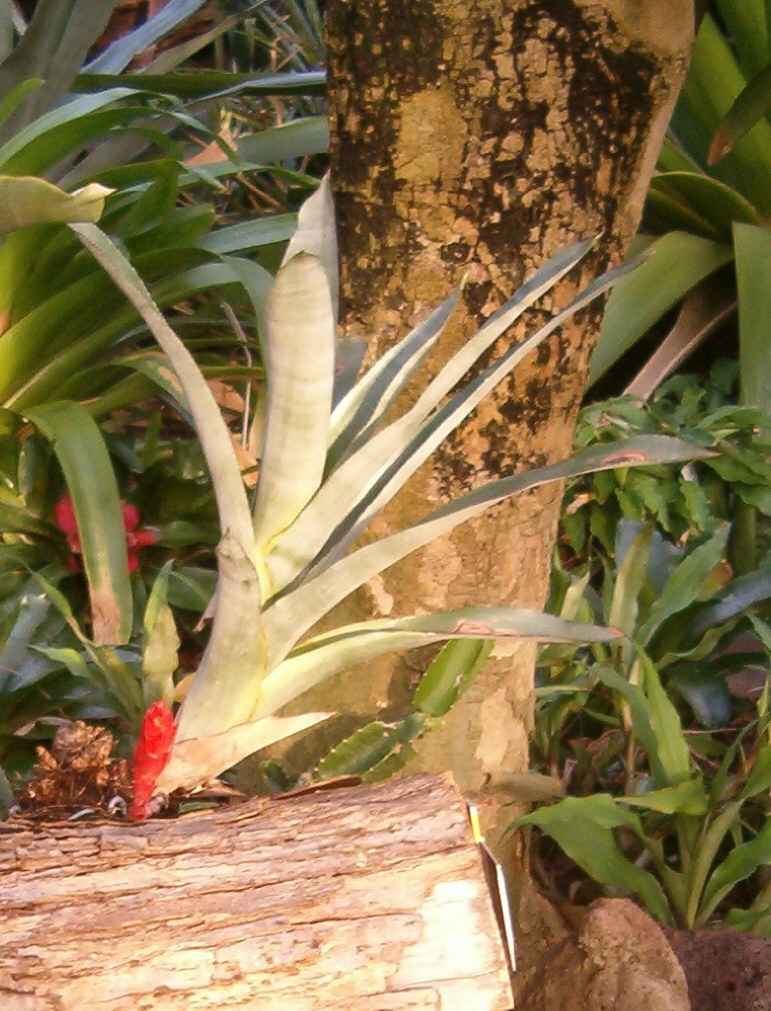
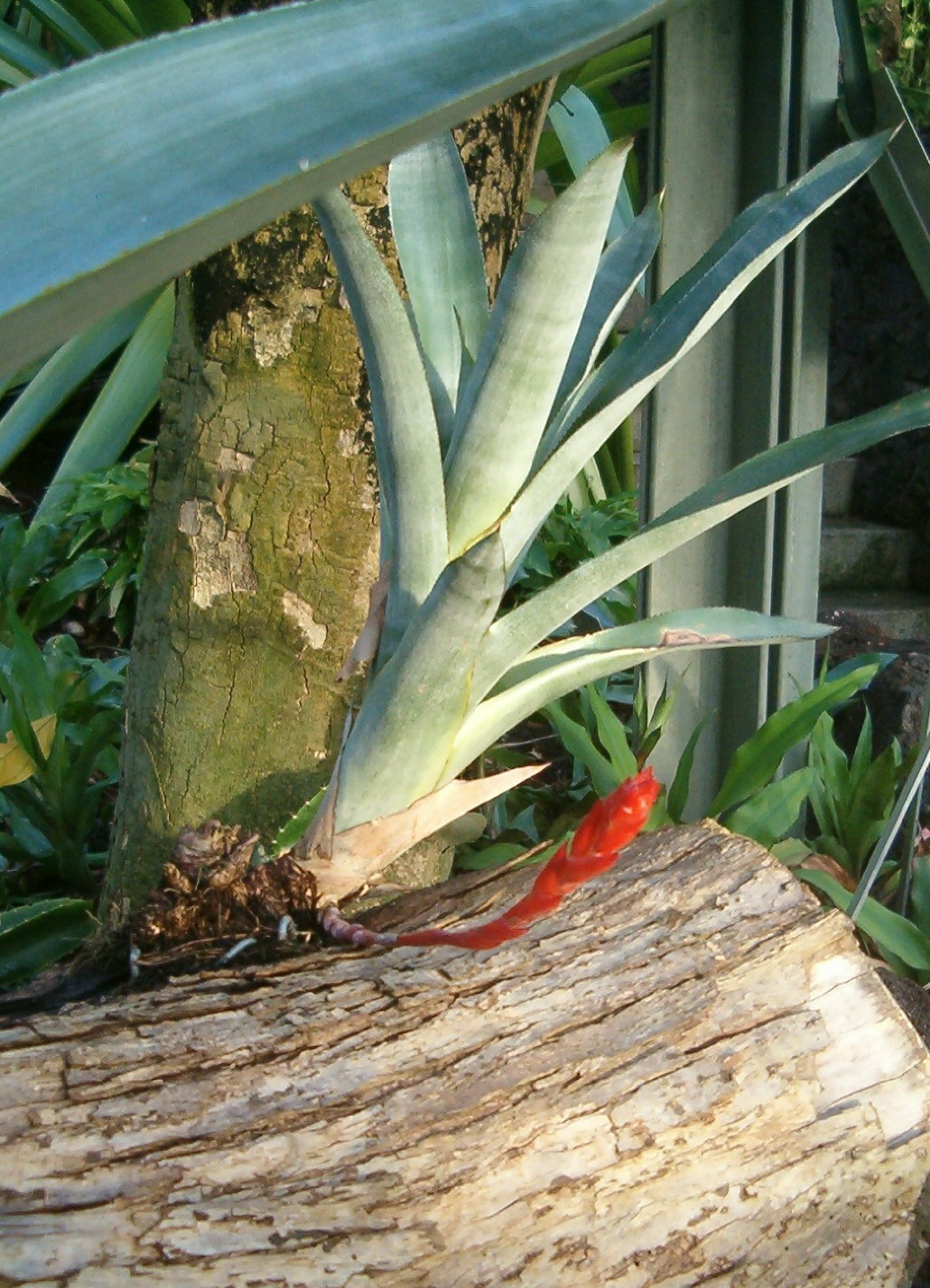
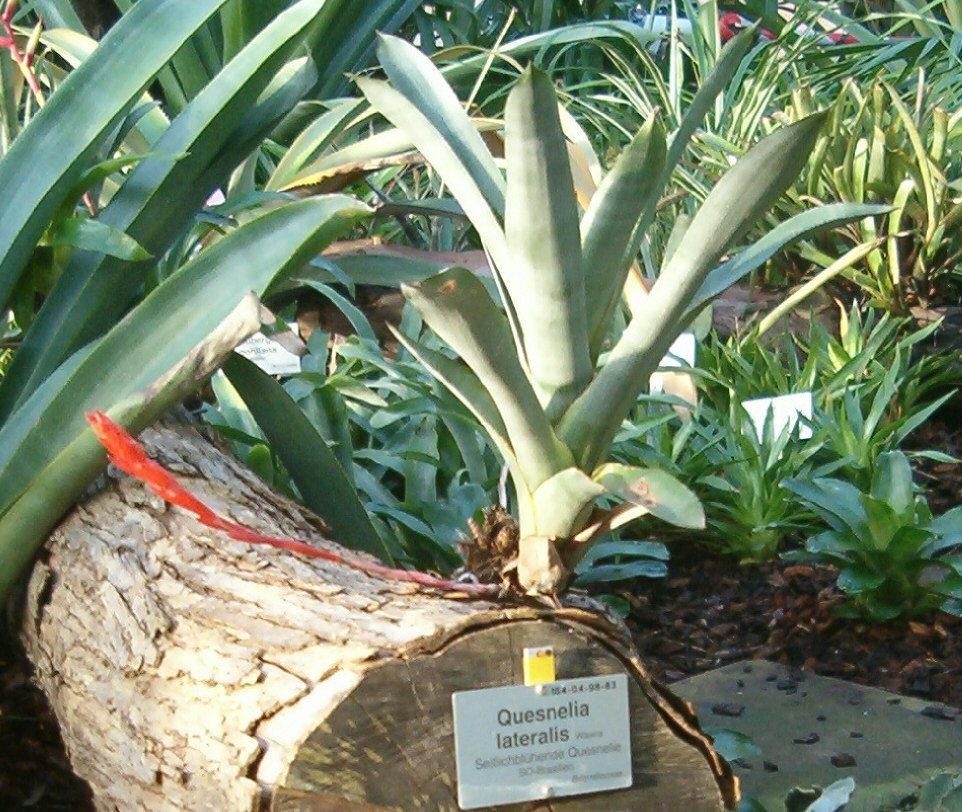